# Widdendorf
Widdendorf is een gehucht in de Duitse gemeente Elsdorf, deelstaat Noordrijn-Westfalen, en telt 77 inwoners (31-05-2024; bron: website gemeente Elsdorf).
Widdendorf bestaat uit enkele verspreide boerderijen, waaronder een voormalig kasteeltje, en ligt ten oosten van Elsdorf.
Zie verder: Elsdorf (Noordrijn-Westfalen).